# Field goal (amerikansk fodbold)
Et field goal er, indenfor amerikansk fodbold, en scoring, hvor den ovale bold sparkes op mellem de i hver ende af banen placerede målstænger. 
Et field goal kan scores på to måder: Det kan udføres som et place kick, hvor det angribende holds place kicker efter en opsat situation sparker til bolden. Dette er den klart mest brugte måde. Den anden og langt mere sjældne version er et drop kick, hvor en angrebsspiller på holdet i åbent spil kan kaste bolden i jorden og derefte sparke den op mellem målstængerne. Begge varianter giver det scorende hold 3 point, hvorefter det andet hold får bolden.
Den danske place kicker Morten Andersen har scoret størstedelen af sine point i NFL på field goals.